# Elijahu Sason
Elijahu Sason (hebrejsky: אליהו ששון, žil 1902 – 8. října 1978) byl izraelský politik a poslanec Knesetu za strany Ma'arach, Izraelská strana práce a opět Ma'arach,

## Biografie
Narodil se v Damašku v Sýrii, kde vystudoval školu v rámci sítě Alliance Israélite Universelle. Absolvoval také francouzskojazyčnou školu Université Saint-Joseph de Beyrouth v Bejrútu. Pracoval jako elektrikář, novinář a přednášející na téma blízkovýchodních záležitostí. V roce 1927 přesídlil do dnešního Izraele.

## Politická dráha
V roce 1919 se angažoval v arabském národním hnutí. V Damašku vydával arabsko-židovský list al-Hajat. Po příchodu do dnešního Izraele se zapojil do práce politického odboru Židovské agentury. V letech 1933–1948 vedl její arabský odbor a navštěvoval okolní arabské země. V letech 1947–1948 byl členem izraelské delegace u Organizace spojených národů. V letech 1948–1950 řídil blízkovýchodní odbor na ministerstvu zahraničních věcí. V roce 1949 byl členem izraelské delegace, jež vyjednávala o příměří s arabskými státy. Jednal s jordánským králem Abdalláhem I. V letech 1950–1952 byl izraelským vyslancem v Turecku, v letech 1953–1960 působil jako izraelský vyslanec a pak velvyslanec v Itálii a v letech 1960–1961 byl velvyslancem ve Švýcarsku.
V izraelském parlamentu zasedl poprvé po volbách v roce 1965, do nichž šel za Ma'arach. V průběhu volebního odboí dočasně přešel do poslaneckého klubu Strany práce, aby se pak opět vrátil do Ma'arach. Na kandidátce Ma'arach uspěl i ve volbách v roce 1969. Byl členem výboru pro záležitosti vnitra, výboru práce a výboru pro zahraniční záležitosti a obranu. Ve volbách v roce 1973 poslanecký mandát neobhájil.
Zastával i vládní posty. V letech 1961–1967 byl ministrem poštovních služeb a v letech 1967–1969 ministrem policie.